# Schickendantziella trichosepala
Schickendantziella trichosepala (Speg.) Speg. – gatunek wieloletnich, ziemnopączkowych roślin zielnych z monotypowego rodzaju Schickendantziella z rodziny amarylkowatych. Jest to niezwykle rzadki gatunek roślin zasiedlających szczeliny skalne w zacienionych, gorących i wilgotnych miejscach, zwłaszcza wzdłuż strumieni, w olszowych lasach deszczowych. Występuje w Argentynie, w prowincjach Jujuy, Salta i Tucumán oraz w Boliwii, w departamencie Tarija. 
Nazwa naukowa tego rodzaju pochodzi od nazwy rodzaju bazonimu (Schickendantzia), nadanej na cześć Friedricha Schickendantza, niemieckiego przyrodnika żyjącego w XIX wieku.

## Morfologia
PokrójNiepozorne rośliny zielne.
ŁodygaOwalne lub gruszkowate cebule o wymiarach 1–2,5×0,5–1,3 cm.
LiścieRośliny tworzą od dwóch do pięciu odziomkowych, równowąskich, tępych liści o długości 10–20 cm i szerokości do 4 mm.
KwiatyJeden lub dwa obupłciowe kwiaty wyrastają na łukowato wygiętym głąbiku o długości 10–30 cm. Przysadki całobrzegie, nierówne, równowąskie, ostre, o wymiarach 1,5–2,5×0,2–0,3 cm. Szypułki o długości od 0,8 do 3 cm, zwykle łukowato wygięte. Okwiat trójpłatkowy. Listki okwiatu równowąskie, zielonokremowe z fioletowymi krawędziami, o wymiarach 1,4–3,2×0,1–0,2 cm. Pręciki położone w jednym okółku, naprzemiennie o krótszych i dłuższych nitkach, zrośnięte, tworzące rurkę wokół zalążni. Zalążnia trójkomorowa, górna, cylindryczna, o wymiarach 8–10×2–2,5 mm. Szyjka słupka nitkowata. Znamię słupka trójklapowe.
OwoceNieznane.

## Systematyka
Rodzaj z monotypowego rodzaju Schickendantziella z plemienia Gilliesieae z podrodziny czosnkowych (Allioideae) z rodziny amarylkowatych (Amaryllidaceae). 
We wcześniejszych ujęciach (według aktualizowanego systemu APG IV z 2016) rodzaj Schickendantziella zaliczany był do plemienia Alstroemerieae w rodzinie krasnolicowatych (Alstroemeriaceae).